# Oschatz
Oschatz est une ville de Saxe (Allemagne), située dans l'arrondissement de Saxe-du-Nord, dans le district de Leipzig.

## Jumelages
- Vénissieux  France

## Personnalités nées à Oschatz
- Konrad Starke (1870-1911), artiste plasticien né à Leuben, circonscription d'Oschatz.
- Melanie Müller (née le 10 juin 1988), chanteuse, célébrité de la télé-réalité et actrice pornographique allemande.